# Fallturm Bremen

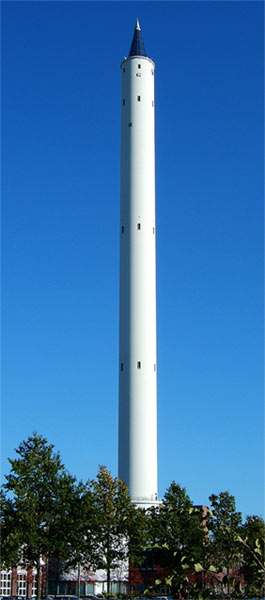
Der Fallturm des ZARM in Bremen

Der Fallturm Bremen ist ein 1990 in Bremen fertiggestellter Fallturm, der vom Zentrum für angewandte Raumfahrttechnologie und Mikrogravitation (ZARM) am Fachbereich Produktionstechnik der Universität Bremen betrieben wird. Er ist in Europa einzigartig und ermöglicht erdgebundene Experimente unter kurzzeitiger Schwerelosigkeit.

## Bauwerk und Technik

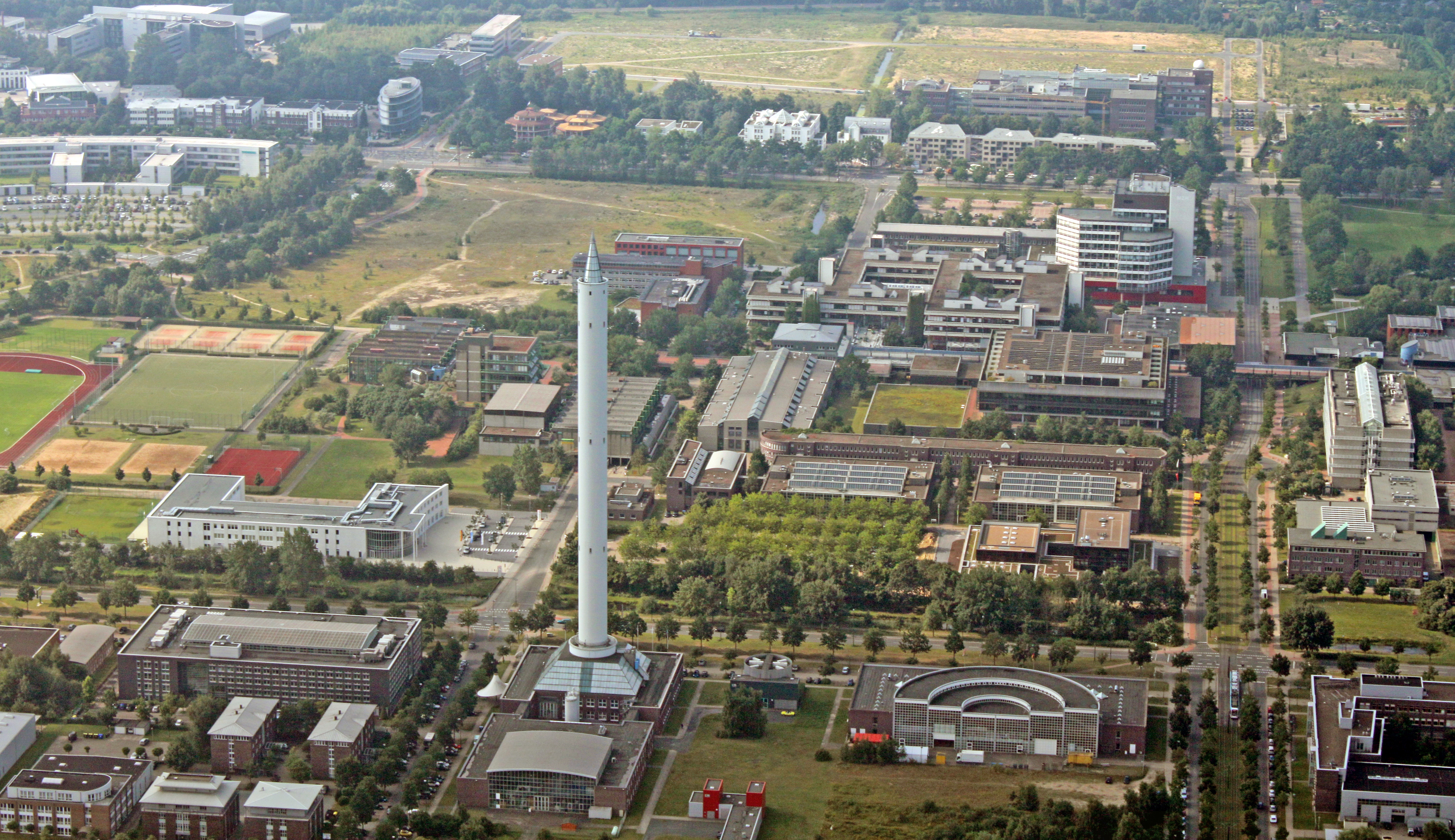
Luftbild des Fallturms

Der Fallturm Bremen, auf dem Gelände der Universität, ist 146 Meter hoch und hat in seinem Inneren eine 120 Meter hohe, evakuierte Fallröhre, in der eine Fallkapsel 4,74 Sekunden lang 110 m herunterfällt. Während dieser Zeit herrscht in der Kapsel Schwerelosigkeit. Die Zeitdauer der Kapsel in Schwerelosigkeit kann unter Verwendung des 2004 eingebauten Katapults auf über 9 Sekunden verlängert werden. Die Kapsel hat, je nach Raumbedarf für das jeweilige Experiment, einen Durchmesser von 0,8 Metern und eine Länge von 1,6 Metern oder 2,4 Metern. Sie fällt in einen 8 Meter hohen Auffangbehälter, der mit stecknadelkopfgroßen Schaumpolystyrolkugeln gefüllt ist. 
Der Fallturm besteht aus einem zylindrischen Stahlbetonschaft mit einer kegelförmigen Spitze. Innerhalb des Turms befindet sich als freistehende Stahlröhre der eigentliche Fallraum, der von den windbedingten Schwankungen der Außenhülle entkoppelt ist.

### Vakuum
Der Fallraum wird für die Fallexperimente evakuiert. Hierzu werden 18 Pumpen mit einer Nennsaugleistung von 32.000 m3/h benötigt. Ist ein Vakuum von 10 Pa (10−4 bar) erreicht, kann das Experiment gestartet werden. Durch diesen geringen Restdruck im Fallturm wird eine Restbeschleunigung von 10−6 g0 erreicht, was die Schwerelosigkeitsqualität von bemannten orbitalen Plattformen übertrifft.
Bevor die Kapsel geborgen und der Versuch ausgewertet werden kann, wird der Fallturm mit vorgetrockneter Luft geflutet. Dieser Vorgang dauert 20 Minuten.
Es würde zwar genügen, nur den unteren und oberen Teil bei der Vor- bzw. Nachbereitung der Experimente zu belüften. Jedoch haben die Kosten des dazu notwendigen Ventils mit vier Metern Durchmesser am unteren Ende des Fallbereichs die Entwickler dazu bewogen, stattdessen die gesamte 122 Meter lange Röhre für jedes Experiment erneut 1,5 Stunden lang zu evakuieren.
Anstatt die Kapsel im luftleeren Raum fallen zu lassen, könnte die Luftreibung auch durch einen zusätzlichen Antrieb kompensiert werden, um die Erdbeschleunigung zu erreichen. Doch selbst eine Anlage ohne mechanische Bauteile, etwa im Sinne einer senkrechten Magnetschwebebahn, hätte das Problem von durch den Fahrtwind erzeugten Geräuschen und Vibrationen, die empfindliche Experimente stören würden.

### Das Katapult

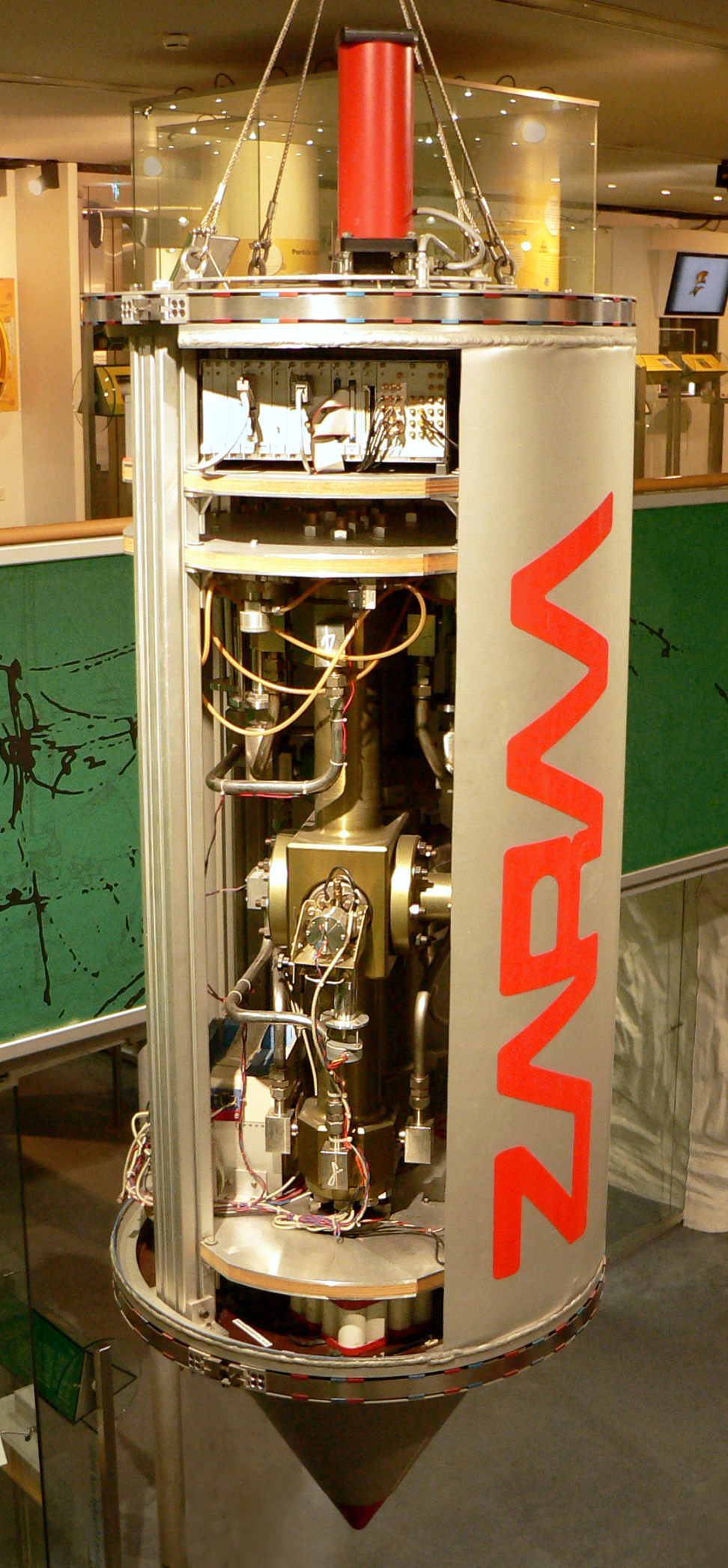
Fallkapsel, Baujahr 1990, aus dem Fallturm Bremen im Deutschen Museum Bonn

Das Katapult, das sich in einem 10 m tiefen Schacht unter dem Fallturm befindet, schleudert die Experimentierkapsel bis zum Ende der Fallröhre hoch. Der Katapulttisch ist mit einem Kolben verbunden, der mit Druckluft aus großen Vorratsbehältern bewegt wird. Ein Druckunterschied von 3 bar zwischen dem Vakuum der Fallröhre und den Vorratsbehältern beschleunigt den Katapulttisch während etwa einer viertel Sekunde im Mittel mit dem etwa Zwanzigfachen der Erdbeschleunigung auf eine Endgeschwindigkeit von 168 km/h. Die Kapsel braucht für das Hochsteigen genauso lange wie für das anschließende Herunterfallen. Während der gesamten Steig- und Fallphase herrscht in der Kapsel Schwerelosigkeit. Die für Experimente zur Verfügung stehende Zeit wird durch den Einsatz des Katapults somit verdoppelt.

## Experimente
Mit dem Fallturm wurden über 10.000 Experimente etwa aus den Bereichen Strömungsmechanik, Rheologie, Verbrennung, Thermodynamik, Materialforschung und Biologie durchgeführt.
In dem Fallturm wurde im Jahr 2021 ein Bose-Einstein-Kondensat auf eine Rekordtemperatur von 38 Pikokelvin (38e-12 K) abgekühlt.

## Geschichte
Der Fallturm entstand von 1988 bis 1990 auf Initiative des ZARM-Gründers und -Leiters Hans Josef Rath nach Plänen von Horst Rosengart. Der Rohbau wurde 1988/89 erstellt und kostete über 24 Mio. DM. Rosengart schrieb dazu: „Sehr bald entwickelte sich die Idee, den Turmschaft (…) als integralen Bestandteil eines Basisgebäudes zu verstehen. Damit verwarfen wir die Vorstellungen, z. B. eines freistehenden ‚Campanile neben der Basilika‘. Außer, dass die Einordnung des Turmes im Zentrum des Basisgebäudes funktionstechnische Vorteile bietet, war damit auch das gestalterische Problem der Sockelzone bei dem überschlanken Turmbauwerk lösbar geworden.“
Träger des Fallturms waren  das Bundesministerium für Forschung und Technologie, das Bundesministerium für Bildung und Wissenschaft, das Land Bremen, das Luft- und Raumfahrtunternehmen MBB-ERNO, das Elektronikunternehmen Krupp Atlas Elektronik und das Raumfahrtunternehmen Otto Hydraulik Bremen (OHB System).
Nach Inbetriebnahme im September 1990 werden im Fallturm jährlich zirka 400 Experimentabwürfe durchgeführt. Dabei wird bis zu dreimal täglich für knapp 5 Sekunden der Zustand der Schwerelosigkeit erreicht. Mit Inbetriebnahme der 4,2 Mio. Euro teuren Katapultanlage ab dem 2. Dezember 2004 wurde die erreichbare Zeit verdoppelt.

## Kunst
Mit dem Titel ZARM ZentralAlarmRuheMasse hat der deutsche Künstler A. R. Penck 1992 zusammen mit seinem irischen Künstlerkollegen Felim Egan aus Dublin die Wände des Katapultraums, der unterirdischen Fortsetzung des Fallturms, bemalt. Damals war das Katapult noch nicht installiert; es wurde erst nachgerüstet, wobei man darauf achtete, das Kunstwerk nicht zu beschädigen.
Die Kunstkuratorin Susanne Hinrichs arbeitete damals als Studentin im ZARM und stellte über das Museum Weserburg den Kontakt zu A. R. Penck her. Sie begleitete die Entstehung des Kunstwerks und beteiligte sich auch aktiv bei der Umsetzung. In einem Ausstellungskatalog des Museums Weserburg hat sie versucht, das Werk zu interpretieren: „Penck hat kaum darüber gesprochen, worauf er mit dieser Arbeit abzielt, doch erinnern die zwei Figuren, welche sich von rechts und links kommend die Hände entgegen strecken, ohne sich wirklich zu berühren, an Michelangelos Darstellung der  Erschaffung des Adam in der Sixtinischen Kapelle. Doch Pencks Adam auf der linken Seite ist als Mensch zum Scheitern verurteilt. Er gerät ins Stolpern und stürzt hinab in ein schwarzes Loch. Über allem wachsam ein Auge. Zwei große Stahlreliefs hängen von der Aussichtsplattform nicht einsehbar an der unteren Wand. Sie sind die Wächter, deren Aufgabe es ist, in den kommenden 2000 Jahren die Höhle zu bewachen, bis sie eines Tages von Höhlenforschern der Zukunft entdeckt wird. Penck wollte einen geheimen Ort der Kunst schaffen. Nur wenige Wochen war der Raum der Öffentlichkeit zugänglich, seitdem wurde er nur noch von wissenschaftlichen Mitarbeitern des ZARM betreten und das ist ganz im Sinne des Künstlers.“
Im Jahr 2024 führte Wolfgang Stöcker zusammen mit Schülerinnen aus UNESCO-Projektschulen ein Fallexperiment mit historischem Staub vom Dachboden des Bremer Rathauses durch, als Teil der Kunstausstellung Wir wirbeln Staub auf - Von der Gotik in die Schwerelosigkeit.

## Besonderheiten
In der Spitze des Fallturms befinden sich ein Konferenzraum sowie eine Panorama-Lounge, welche für Trauungen und andere Veranstaltungen gemietet werden können.